# Conspiració a Berlin
Conspiració a Berlin (títol original: The Quiller Memorandum) és una pel·lícula d'espies neo-noir britànica de 1966 dirigida per Michael Anderson, amb George Segal, Alec Guinness, Max von Sydow i Senta Berger. Està filmada en Deluxe Color i Panavision, i adapta de la novel·la d'espies de 1965 The Berlin Memorandum, d'Elleston Trevor sota el nom d' "Adam Hall", amb el guió de Harold Pinter. Està doblada al català.
La pel·lícula es va rodar a Berlín Occidental i als Estudis Pinewood a Anglaterra. Va ser nominat a tres premis BAFTA, mentre que Pinter va ser nominat per a un premi Edgar pel guió.
Es va estrenar el 10 de novembre de 1966 a l' Odeon Leicester Square al West End de Londres.

## Argument
Al Berlín Occidental dels anys 60, dos agents britànics són assassinats per un grup neonazi, fet que fa que la intel·ligència britànica enviï l'agent Quiller per investigar. 

## Repartiment
- George Segal com Quiller
- Alec Guinness com Pol
- Max von Sydow com Oktober
- Senta Berger com Inge Lindt
- George Sanders com Gibbs
- Robert Helpmann com Weng
- Robert Flemyng com Rushington
- Peter Carsten com Hengel
- Günter Meisner com Hassler
- Philip Madoc as home d'Oktober

## Premis i recepció crítica
Als premis BAFTA de 1967 la pel·lícula va tenir nominacions a les categories de millor direcció artística, muntatge i guió, però no en va guanyar cap. Harold Pinter va ser nominat a un premi Edgar a la categoria de millor pel·lícula, però tampoc no va guanyar.
En una ressenya contemporània per a The New York Times, el crític Bosley Crowther va escriure: "Clarament, 'The Quiller Memorandum' és un "claptrap" fet amb un estil i amb una partitura musical de John Barry que et pot fer pensar que és art. Però no, no deixis que t'enganyi ni un minut, ni el senyor Segal, ni la Senta Berger com la noia. Tot, inclosos aquests dos actors, és tan buit com una closca.
Variety va escriure que "es basa en una història narrativa directa, senzilla però contundent, diàleg alfabetitzat i personatges ben dibuixats". Ian Nathan d' Empire va descriure la pel·lícula com "tonta, anticuada i francament confusa la major part del temps, però innegablement divertida" i la va puntuar amb 3/5 estrelles.

### Taquilla
Segons els registres de Fox, la pel·lícula necessitava guanyar 2.600.000 dòlars en lloguers per arribar a l'equilibri i va guanyar 2.575.000 dòlars, el que significa que inicialment va mostrar una pèrdua marginal, però les vendes posteriors de televisió i vídeos domèstics la van traslladar al positiu.